# Erioptera (Teleneura) nigribasis
Erioptera (Teleneura) nigribasis is een tweevleugelige uit de familie steltmuggen (Limoniidae). De soort komt voor in het Oriëntaals gebied.